# American McGee's Grimm
American McGee's Grimm — серія епізодичних комп'ютерних ігор в жанрі пригодницьких бойовиків, створених студією Spicy Horse в 2008-2009 роках. Серія розроблена, як і попередній випуск студії — American McGee's Alice — R.J. Берг.
Серіал складається з 23 епізодів, розділених на три сезони по 7-8 серій, які здебільшого засновані на сюжетах казок братів Грімм. Самі ігри були класифіковані як легкодоступні, а керівник студії Spicy Horse — американець МакГі — заявив, що вони мають схожі характеристики з грою Katamari Damacy.
Окрім ігор із серії, у квітні 2009 року на їх основі вийшов комікс, написаний Дуайтом Л. Макферсоном та проілюстрований малюнками Гранта Бонда.

## Геймплей
У серії American McGee's Grimm гравець керує Гріммом - гномом, який створює шлях темряви, куди б він не пішов. Це тому, що Грімм не міг терпіти, наскільки солодкими, як сахарин, стали казки, тому він поставив собі за мету повернути їм їхній первісний, темніший вираз. Він здійснює свій план, мандруючи казковими світами і перетворюючи все, що йому зустрічається, в темряву. Перетворюючи достатню кількість об’єктів, він може збільшити діапазон своїх сил, а також покращити свої здібності до бігу та стрибків. Деякі персонажі втручаються в роботу Ґрімма, перетворюючи землі, які він трансформував, але за допомогою належного діапазону сили їх можна зупинити. Незважаючи на відновлення оповідань до їх первісного стану, Грімм в основному зводить їх до похмурих пародій, руйнуючи їх оригінальне повідомлення, що стає можливим, коли індекс іронії досягає певного значення.

## Епізоди

### Сезон 1
1. A Boy Learns What Fear Is (укр. Казка про того, хто ходив страху вчитися) — виданий 31 липня 2008. — Коли молодий хлопець вирушає на пошуки справжнього значення страху, його подорож стає темнішою, коли з’являється Грімм, щоб зіпсувати все! Пройдіть у пошуках страху через рідне місто хлопчика, шибеницю, місцеву школу, кладовище та замок з привидами... і це ще тільки надихаюча частина історії! Довго і щасливо закінчується зараз!
2. Little Red Riding Hood (укр. Червона шапочка) — виданий 7 серпня 2008. — Мама Червоної Шапочки кличе її в дім. «Твоя бабуся дуже хвора, — каже вона, — тож я напекла для неї полуничних пирогів і напакувала варення. Бери цей кошик і їдь прямо до неї на дачу!»  Слідкуйте за цією класичною історією через місто в лісі, місцеве роздоріжжя, дім бабусі, нутрощі Великого Злого Вовка та Лігво лісника. Тримай очі, а то вовк тебе дістане!
3. The Fischerman and His Wife (укр. Про рибалку і його жінку) — виданий 14 серпня 2008 — Бідний рибалка ловить на гачок чарівну рибу, але його дружина продовжує хотіти ще і ще... і ще! Ситуація може тільки погіршитися, коли Грімм приходить у гості! Допоможіть рибалці під час подорожі через його халупу на березі моря, місцевий порт, нові розкопки його дружини, місцеве місто моряків, церкву його дружини та бурхливий вир на узбережжі! Сподіваюся, ти вмієш плавати... тому що Грімм не вміє!
4. Puss in Boots (укр. Кіт у чоботях) — виданий 21 серпня 2008 — Наймолодший із синів мірошника змушений з’їсти свою котячу спадщину, щоб утриматися від голодної ночі... доки кіт не вигадає план, як врятувати життя обох. Але коли входить Грімм, одне питання залишається невизначеним: чи допомагає кіт іншим, чи він просто допомагає собі? Насолоджуйтеся поїздкою містом мельника, кролячим лігвом, королівським замком, бандитською засідкою, місцевими полями та замком людоеда! Краще будьте обережні; ніколи не знаєш, коли Кіт вдарить!
5. The Girl Without Hands (укр. Дівчина безручка) — виданий 28 серпня 2008 — Батько калічить власну доньку в обмін на величезне багатство, і врешті-решт залишається без жодної провини. Але коли Грімм з’являється, тато заплатить! Допоможіть дівчинці без рук, коли вона подорожуватиме лігвом місцевих лісорубів, станцією вітряків свого батька, замковим садом, замковими воротами, полем битви, місцевою пустелею та повертатиметься до татових вітряків! Не було більш огидного визначення «жорсткої любові»... досі!
6. Godfather Death (укр. Смерть кума) — виданий 4 вересня 2008 — Коли в сім’ї народжується 13-та дитина, батько робить хрещеним батьком дитини Смерть №13. Однак Грімм готує темну долю для цього хлопчика... яка закінчується дуже погано! Приєднуйтеся до Смерті, 13-річного малюка та його тата в їхній подорожі через сімейну ферму, Божу церкву, дім диявола для черниць, ферму «рослини безсмертя» Смерті, місцевий замок і пекло! До зустрічі в загробному світі!
7. The Devil and His Three Golden Hairs (укр. Чорт із трьома золотими волосками) — виданий 11 вересня 2008 — Коли народжується Дитина Удачі, місцевий король намагається вбити його, відправивши на завдання вкрасти три волосини з голови чорта. Але коли Грімм з’являється, король потрапляє у вибухову ситуацію! Допоможіть Дитині Удачі, коли він мандрує місцевим річковим містом, яке він називає своїм домом, притоном злодіїв, містом любителів пива, містом ситих, річкою перевізника Харона, володінням чорта (разом з кількома частинами його тіла), королівський замок і бурхлива і шумна річка вниз! Не дайте перевізнику обдурити вас!
8. Beauty and the Beast (укр. Красуня та чудовисько) — виданий 18 вересня 2008 — Якщо ви думали, що ця історія складається тільки з пісень і танців, ви шукаєте не туди! Допоможіть Красуні (та її родині) з її Чудовиськом, коли вона проходить через рідне місто, замерзле у воді, замерзлий ліс, зачарований замок, багате місто, світ мрій Красуні та весілля, яке розбили пірати... Зачекайте секундочку ! Це не частина історії! Ах, добре; що ти можеш робити, коли Грімм у місті?

### Сезон 2
- 9. The Master Thief (укр. Вправний злодій) – виданий 30 жовтня 2008[10]
- 10. The Singing Bone (укр. Співоча кістка) – виданий 6 листопада 2008[11]
- 11. King Midas (укр. Король Мідас) – виданий 13 листопада 2008[12]
- 12. Cinderella (укр. Попелюшка) – виданий 20 листопада 2008[13]
- 13. The Golden Goose (укр. Золота гуска) – виданий 25 листопада 2008[14]
- 14. The Iron John (укр. Залізний Джон) – виданий 4 грудня 2008[15]
- 15. The Pied Piper (укр. Гамельнський щуролов) – виданий 11 грудня 2008[16]
- 16. A Christams Carol (укр. Різдвяна пісня в прозі, або різдвяне оповідання з привидами) – виданий 18 грудня 2008[17]

### Сезон 3
- 17. The Frog King (укр. Король-Жабеня або Залізний Генріх) – виданий 12 лютого 2009
- 18. Jack and The Beanstalk (укр. Джек і бобове зерно) – виданий 19 лютого 2009
- 19. Mulan (укр. Мулан) – виданий 26 лютого 2009
- 20. Pinocchio (укр. Піноккіо) – виданий 5 березня 2009
- 21. Sleeping Beauty (укр. Спляча красуня) – виданий 12 березня 2009
- 22. The Adventures of Thumbling (укр. Хлопчик-мізинчик) – виданий 16 квітня 2009
- 23. Snow White (укр. Білосніжка) – виданий 23 квітня 2009

В принципі, мали вийти ще два епізоди, але через перенесення сайту GameTap на новий сайт їх скасували

## Відгуки
Перший сезон «Грімма» був зустрінутий схвально. За даними користувачів GameTap станом на березень 2009 року середня оцінка першого сезону становить 6,77 з десяти. IGN оцінив епізоди наступним чином:
1. "A Boy Learns What Fear Is": 6/10[20]
2. "Little Red Riding Hood": 6.1/10[21]
3. "The Fisherman and His Wife": 6.2/10[22]
4. "Puss in Boots": 6.1/10[23]
5. "The Girl Without Hands": 5.7/10[24]
6. "Godfather Death": 6.3/10[25]
7. "The Devil and His Three Golden Hairs": 6.2/10[26]
8. "Beauty and the Beast": 6.3/10[27]

Перший сезон мав середню оцінку IGN 6,1
За даними користувачів GameTap, станом на березень 2009 року другий сезон мав середній бал 6,7 з десяти.